# Coniston Water
Coniston Water est un lac situé dans le comté de Cumbria au nord-ouest de l'Angleterre. Il est le troisième plus grand lac du parc national du Lake District. Il est le résultat de l'ennoiement d'une ancienne vallée glaciaire. Avant 1974, le lac était situé dans le Lancashire. La ville de Coniston, qui donne son nom au lac, se trouve près de son bord nord-ouest.

## Tentatives de battre le record mondial de vitesse sur l'eau
Au XXe siècle, Coniston Water a été le théâtre de nombreuses tentatives de battre le record mondial de vitesse sur l'eau. Le 19 août 1939, Sir Malcolm Campbell porta  le record à 228,108 km/h à bord du Bluebird K4. Entre 1956 et 1959 le fils de Malcolm, Donald Campbell, établit  quatre records successifs sur le lac avec le  Bluebird K7.
En 1966 Donald Campbell décida qu'il avait besoin d'excéder 483 km/h (300 miles/h) pour conserver le record. Le 4 janvier 1967 il dépassa les 515 km/h avec le Bluebird K7 lors du parcours-retour d'une tentative.
Le record était quasiment battu à quelques centaines de mètres de la fin du parcours chronométré. Soudain, Campbell perdit le contrôle de la Bluebird, qui décolla, fit un looping presque complet et s'écrasa, s'enfonçant rapidement.
Campbell fut tué sur le coup. La tentative ne fut pas homologuée comme record parce que le parcours retour n'avait pas été entièrement accompli. Les restes de la Bluebird furent repêchés en 2001, et plus tard cette même année le corps de Campbell fut repêché aussi.

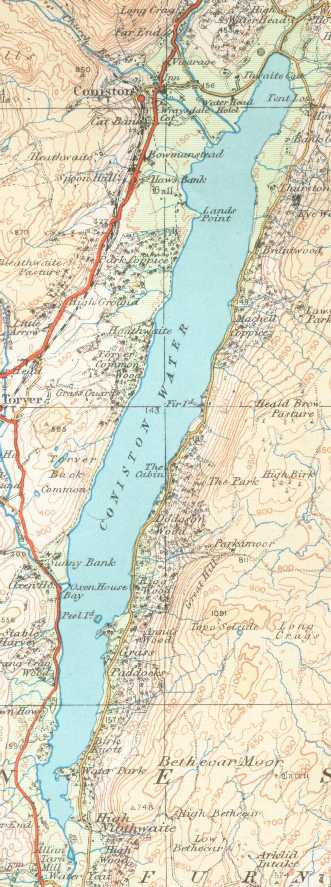
La carte du lac.

## Traduction
- (en) Cet article est partiellement ou en totalité issu de l’article de Wikipédia en anglais intitulé « Coniston Water » (voir la liste des auteurs).